# Thomas Chabot
Thomas Chabot, född 30 januari 1997, är en kanadensisk professionell ishockeyback som spelar för Ottawa Senators i National Hockey League (NHL).
Han har tidigare spelat för Belleville Senators i American Hockey League (AHL) och Saint John Sea Dogs i Ligue de hockey junior majeur du Québec (LHJMQ).
Chabot draftades av Ottawa Senators i första rundan i 2015 års draft som 18:e spelare totalt.

## Statistik
| 2010–2011    | Élites Beauce-Amiante           |              | 19  | 2  | 6   | 8   | —   | —  | — | —  | —  | —  |
| 2011–2012    | Élites Beauce-Amiante           |              | 18  | 5  | 8   | 13  | 36  | 5  | 1 | 2  | 3  | 12 |
|              | Espoir de Élites Beauce-Amiante |              | 2   | 0  | 0   | 0   | 0   | 1  | 0 | 0  | 0  | 0  |
| 2012–2013    | Commandeurs de Lévis            | LHMAAAQ      | 41  | 6  | 20  | 26  | 22  | 4  | 1 | 1  | 2  | 8  |
| 2013–2014    | Saint John Sea Dogs             | LHJMQ        | 55  | 1  | 21  | 22  | 36  | 5  | 1 | 4  | 5  | 8  |
| 2014–2015    | Saint John Sea Dogs             | LHJMQ        | 66  | 12 | 29  | 41  | 62  | 5  | 0 | 1  | 1  | 6  |
| 2015–2016    | Saint John Sea Dogs             | LHJMQ        | 47  | 11 | 34  | 45  | 79  | 17 | 3 | 18 | 21 | 13 |
| 2016–2017    | Ottawa Senators                 | NHL          | 1   | 0  | 0   | 0   | 0   | —  | — | —  | —  | —  |
|              | Saint John Sea Dogs             | LHJMQ        | 34  | 10 | 35  | 45  | 43  | 13 | 4 | 12 | 16 | 4  |
| 2017–2018    | Ottawa Senators                 | NHL          | 63  | 9  | 16  | 25  | 14  | —  | — | —  | —  | —  |
|              | Belleville Senators             | AHL          | 13  | 2  | 5   | 7   | 8   | —  | — | —  | —  | —  |
| 2018–2019    | Ottawa Senators                 | NHL          | 70  | 14 | 41  | 55  | 32  | —  | — | —  | —  | —  |
| 2019–2020    | Ottawa Senators                 | NHL          | 71  | 6  | 33  | 39  | 42  | —  | — | —  | —  | —  |
| 2020–2021    | Ottawa Senators                 | NHL          | 49  | 6  | 25  | 31  | 36  | —  | — | —  | —  | —  |
| 2021–2022    | Ottawa Senators                 | NHL          | 59  | 7  | 31  | 38  | 26  | —  | — | —  | —  | —  |
| 2022–2023    | Ottawa Senators                 | NHL          | 68  | 11 | 30  | 41  | 52  | —  | — | —  | —  | —  |
| NHL totalt   | NHL totalt                      | NHL totalt   | 381 | 53 | 176 | 229 | 202 | —  | — | —  | —  | —  |
| LHJMQ totalt | LHJMQ totalt                    | LHJMQ totalt | 202 | 34 | 119 | 153 | 220 | 35 | 7 | 31 | 38 | 23 |

### Internationellt
| Källa: Uppdaterad: 2022-05-18 | Källa: Uppdaterad: 2022-05-18 | Källa: Uppdaterad: 2022-05-18 |         | Utv = Utvisningsminuter | Utv = Utvisningsminuter | Utv = Utvisningsminuter | Utv = Utvisningsminuter | Utv = Utvisningsminuter |
| År                            | Lag                           | Mästerskap                    | Matcher | Mål                     | Assists                 | Poäng                   | Utv                     |                         |
| ----------------------------- | ----------------------------- | ----------------------------- | ------- | ----------------------- | ----------------------- | ----------------------- | ----------------------- | ----------------------- |
| 2015                          | Kanada                        | U18-VM                        | 7       | 1                       | 4                       | 5                       | 0                       |                         |
| 2016                          | Kanada                        | JVM                           | 5       | 0                       | 3                       | 3                       | 4                       |                         |
| 2017                          | Kanada                        | JVM                           | 7       | 4                       | 6                       | 10                      | 8                       |                         |
| 2018                          | Kanada                        | VM                            | 6       | 0                       | 1                       | 1                       | 0                       |                         |
| 2019                          | Kanada                        | VM                            | 10      | 2                       | 5                       | 7                       | 8                       |                         |
| 2022                          | Kanada                        | VM                            | 3       | 0                       | 2                       | 2                       | 0                       |                         |
| Junior totalt                 | Junior totalt                 | Junior totalt                 | 19      | 5                       | 13                      | 18                      | 12                      |                         |
| Senior totalt                 | Senior totalt                 | Senior totalt                 | 19      | 2                       | 8                       | 10                      | 8                       |                         |